# Olympische Winterspiele 2010/Teilnehmer (Nordkorea)
| Gelbes Symbol für Goldmedaillen mit stilisierten Olympischen Ringen | Graues Symbol für Silbermedaillen mit stilisierten Olympischen Ringen | Braundes Symbol für Bronzemedaillen mit stilisierten Olympischen Ringen |
| ------------------------------------------------------------------- | --------------------------------------------------------------------- | ----------------------------------------------------------------------- |
| —                                                                   | —                                                                     | —                                                                       |

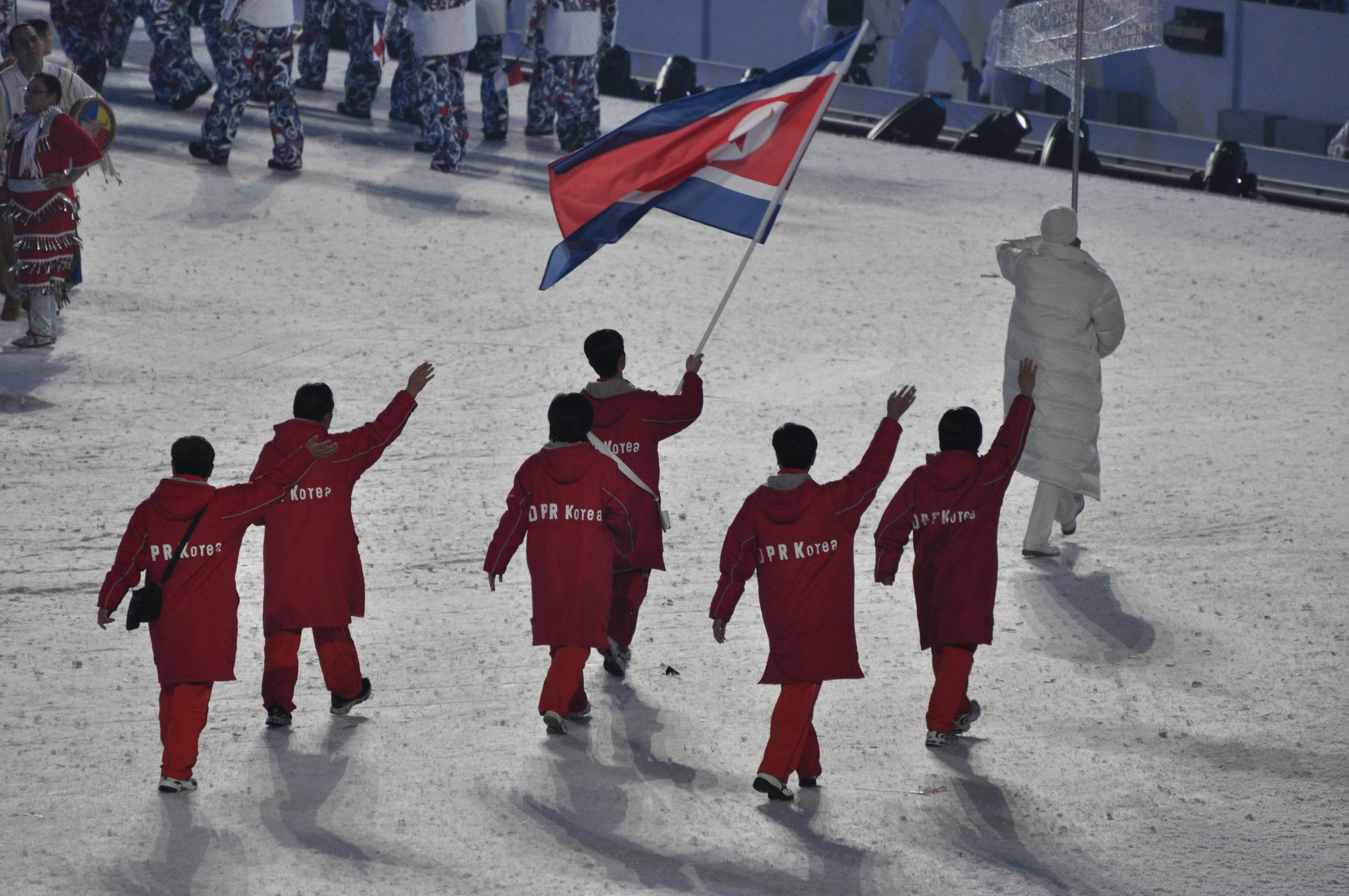
Einmarsch der nordkoreanischen Delegation

Nordkorea nahm an den Olympischen Winterspielen 2010 im kanadischen Vancouver mit zwei Sportlern in zwei Sportarten teil.

## Teilnehmer nach Sportarten

### Eiskunstlauf
Männer
- Ri Song-chol: 25. Platz

### Eisschnelllauf
Frauen
- Ko Hyon-suk
500 m: 9. Platz
1000 m: 13. Platz